# Andon (gestion)
Pour les articles homonymes, voir Andon.

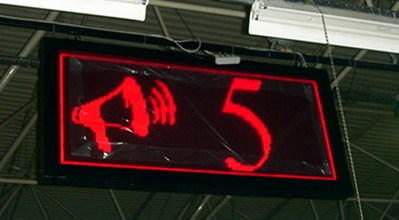
Un andon.

Dans l'industrie, l’andon est un système d'alarme qui permet à un opérateur de signaler qu'il rencontre une anomalie sur son poste de travail.
Issu du système de production de Toyota, et mis en place dans de très nombreuses industries manufacturières, il s'agit concrètement d'un panneau lumineux ou d'une simple balise lumineuse visible de loin qui peut être activée manuellement par un opérateur ou déclenchée automatiquement par une machine dès que le poste de travail rencontre un problème, que ce soit une panne ou un problème de qualité.

## Étymologie
L’andon, 行灯 (japonais), composé des caractères 行, « aller », et 灯, « lampe électrique », pourrait se traduire tout simplement par « lumière où il faut aller » ou par « lumière mobile ». Dans la culture japonaise, l’andon est en effet un objet traditionnel très courant : une petite lampe à huile entourée de papier ou petite lanterne japonaise qui permet de se déplacer dans l'obscurité.

## Toyotisme
Chaque poste de travail possède son andon et lorsque l'un d'eux est activé, certains employés accourent pour résoudre le problème qu'ils soient opérateurs, contremaîtres, managers ou ingénieurs. Sur une chaîne d’assemblage, c'est d'abord un moniteur ou formateur, ou un conducteur d'installation attaché à ce segment de ligne qui arrive, guidé par la lampe allumée visible dans l'allée de circulation à la hauteur du poste concerné. C'est un concept très important lié à l'autonomation (jidoka) et au lean manufacturing. La plupart des problèmes sont résolus en quelques secondes, mais s'il s'agit d'un problème grave, celui-ci est pris en compte dans les délais les plus courts, avant qu'il ne génère de la non-qualité en aval dans le processus de production. L’andon permet donc d'éviter des coûts de non-qualité (retouches, rebuts, allongement des délais de livraison) ou de non-fiabilité (réparation) en échange de très courts arrêts de ligne. Une fois résolu, le problème est enregistré dans une base de données gérée par l’andon, permettant à l'avenir de résoudre plus rapidement ce type de problème.

## Avantages
L’andon contribue à intégrer le contrôle qualité dans la ligne de production en ajoutant un point de contrôle à chaque poste de travail au lieu de reporter le contrôle à la sortie de la ligne. Il favorise la montée en compétence des opérateurs. En effet lorsqu'un manager de terrain répond à l'appel de l’andon, il va vérifier si les standards sont bien maîtrisés, sinon expliquer à l'opérateur comment mieux les appliquer. Enfin, l’andon augmente la réactivité, car les managers de terrain doivent intervenir immédiatement pour limiter le temps d'arrêt de la ligne.
Les andons modernes possèdent différents niveaux d'alertes sonores et lumineuses avec un résumé ou un intitulé du problème rencontré.
Par ailleurs, l’andon est aussi un concept qui tend à se généraliser hors activités industrielles, au travers du management visuel qui assure la mise en évidence d'un problème et permet de déclencher une réaction rapide du management.

## Limites
Le risque, comme avec tout système visuel, est de finir par ne plus y faire attention. Le management doit donc travailler quotidiennement avec les opérateurs afin d'expliquer l'intérêt de l’andon et comment l'utiliser. Ensuite, les managers de terrain doivent jouer le jeu d'une intervention immédiate. En effet, si l'opérateur actionne l’andon et qu'il ne passe rien, il va naturellement cesser de l'utiliser. Enfin, l'opérateur doit être convaincu que l'effet de l’andon est positif pour lui et qu'il ne risque pas de remontrance.